# Родні Петтіссон
Родні Петтіссон  (англ. Rodney Pattisson, 5 серпня 1943) — британський яхтсмен, олімпійський чемпіон.

## Виступи на Олімпіадах
| Олімпіада     | Дисципліна         | Місце |
| ------------- | ------------------ | ----- |
| Мехіко 1968   | Летючий голландець | 1     |
| Мюнхен 1972   | Летючий голландець | 1     |
| Монреаль 1976 | Летючий голландець | 2     |